# Rob Bottin
Pour les articles homonymes, voir Bottin.
Rob Bottin, de son vrai nom Robin Bottin, est un maquilleur américain de cinéma né le 1er avril 1959 à El Monte.

## Biographie
Attiré très tôt par les monstres de films d'horreur, Rob Bottin se met à dessiner ses propres créatures. À l'âge de 14 ans, il décide d'envoyer ses créations à son idole, Rick Baker, qui l'embauche sur le champ. Ils œuvrent alors côte à côte sur le tournage de plusieurs films (le King Kong de 1976 notamment).
Plus tard, Rick Baker et son apprenti sont sollicités pour diriger les effets spéciaux du film Hurlements de Joe Dante (1981), mais Rick quitte le projet au profit du Loup-Garou de Londres de John Landis (1981), laissant Rob Bottin chargé des transformations du loup-garou de Hurlements. À la sortie des deux films, les effets spéciaux de l'élève et du maître sont tout aussi impressionnants, mais c'est Rick qui remporte l'Oscar des meilleurs maquillages en 1982.
Rob Bottin se voit ensuite confier un nouveau projet : la conception et la réalisation de la créature du film The Thing de John Carpenter. Le réalisateur a confiance en lui, car il a déjà pu admirer son travail sur le tournage de Fog. Rob crée pour lui un monstre qui ne ressemble à aucun autre, capable de transformer son corps à volonté. Pendant près d'un an, il travaille sept jours par semaine cloîtré dans son atelier (il y dormait le plus souvent) pour donner vie à son œuvre. Littéralement exténué à la fin du projet, il passe un séjour à l'hôpital. Ses efforts n'ont pas été vains : aujourd'hui encore The Thing est souvent considéré comme une référence en matière d'effets spéciaux dits manuels (par opposition aux effets spéciaux numériques).
Il travaille ensuite pour Ridley Scott sur Legend (1985), pour lequel il crée le costume du personnage Darkness.
En 1987 sort le RoboCop de Paul Verhoeven. Les effets spéciaux sanglants et ultra-réalistes de Bottin posant problème à la MPAA, de nombreuses scènes du film sont amputées des détails les plus crus.
Plus tard, Rob Bottin retrouve Paul Verhoeven sur le tournage de Total Recall. Le film est récompensé par l'Oscar des meilleurs effets visuels, en 1991.
Les années 1990 voient la carrière de Bottin subir la généralisation des effets spéciaux numériques dans les productions hollywoodiennes (Abyss en 1989, Terminator 2 en 1991, Jurassic Park en 1992). Les effets spéciaux qu'il réalise par la suite se résument le plus souvent à des blessures et à des cadavres inanimés, néanmoins très remarqués (Basic Instinct, Se7en).

A la fin de cette décennie,  son nom est longtemps connecté au projet Freddy vs Jason puisque le studio New Line Cinema le met sur une short-list pour le poste de réalisateur. Finalement les multiples problèmes liés à la production lui feront quitter le projet. 
Depuis 2003, Rob Bottin semble avoir cessé de travailler pour l'industrie du cinéma.
En 2014, il intervient sur l'épisode The Lion and the Rose de la saison 4 de Game of Thrones.

## Principaux films
- 1976 : King Kong de John Guillermin
- 1978 : Piranhas (Piranha) de Joe Dante
- 1980 : Fog (The Fog) de John Carpenter
- 1981 : Hurlements (The Howling) de Joe Dante
- 1982 : The Thing de John Carpenter
- 1983 : La Quatrième Dimension (Twilight Zone: The Movie) de Joe Dante, John Landis, Steven Spielberg et George Miller
- 1985 : Explorers de Joe Dante
- 1985 : Legend de Ridley Scott
- 1987 : Les Sorcières d'Eastwick (The Witches of Eastwick) de George Miller
- 1987 : L'Aventure intérieure (Innerspace) de Joe Dante
- 1987 : RoboCop de Paul Verhoeven
- 1990 : Total Recall de Paul Verhoeven
- 1991 : Bugsy de Barry Levinson
- 1992 : Basic Instinct de Paul Verhoeven
- 1995 : Se7en de David Fincher
- 1997 : Mimic de Guillermo del Toro
- 1996 : Mission impossible de Brian De Palma
- 1998 : Las Vegas Parano (Fear and Loathing in Las Vegas) de Terry Gilliam
- 1999 : Fight Club de David Fincher